# Wierzbak (grupa poetycka)
Wierzbak – grupa poetów poznańskich, funkcjonująca w latach 1956–1960, do której należeli głównie studenci i absolwenci humanistycznych kierunków uniwersyteckich. Grupa nie miała stałego składu osobowego, najaktywniejszymi jej przedstawicielami byli: Ryszard Danecki, Marian Grześczak, Józef Grzegorz Ratajczak, Eugeniusz Wachowiak, Konrad Sutarski. Nazwa grupy nawiązywała do rzeki przepływającej przez jedno z osiedli w Poznaniu.
Grupa współpracowała z „Tygodnikiem Zachodnim”, „Gazetą Poznańską” oraz z czasopismem „Wyboje”, na łamach którego w 1957 roku poeci oficjalnie ogłosili założenie „Wierzbaka”. Współpracowali także z grupą artystów plastyków „R-55”, natomiast w kawiarni „Wrzos” organizowali wieczorki poetyckie oraz spotkania popularyzujące poezję. Jednym z osiągnięć grupy było zorganizowanie ogólnopolskiego festiwalu pod nazwą „Poznańskie Listopady Poetyckie”, kontynuowany współcześnie jako „Międzynarodowy Listopad Poetycki”.
Artykułem programowym grupy „Wierzbak” był tekst Daneckiego Dokąd, opublikowany na łamach „Gazety Poznańskiej” w 1957 roku oraz Korzeń obrazu z antologii Rzecz poetycka. Młodzi (1958). Grupa charakteryzowała się konstruktywizmem założeń programowych, a ich poezja zapowiadała przemiany, jakie nastąpiły w literaturze w latach 70. XX wieku.
W ramach grupy opublikowano dwa almanachy: Liść człowieka (1957) i Wynikanie (1959), oraz tomiki poetyckie:
- Lumpenezje (1960) Mariana Grześczaka,
- Niepogoda (1957), Zamknięcie krajobrazu (1960) Józefa Ratajczaka,
- Czarny sześcian ciszy (1958) Ryszarda Daneckiego,
- Afryka poety (1958) Eugeniusza Wachowiaka.

Współcześnie do grupy literackiej nawiązuje Ogólnopolski Konkurs Poetycki Młodzieży Szkolnej „O Laur Wierzbaka”, organizowany od 1982 roku przez poznański Ośrodek Kultury „Wierzbak”. Jurorami byli m.in. Nikos Chadzinikolau, Piotr Kuncewicz, Zbigniew Jerzyna i inni.